# Gerhard Schøning

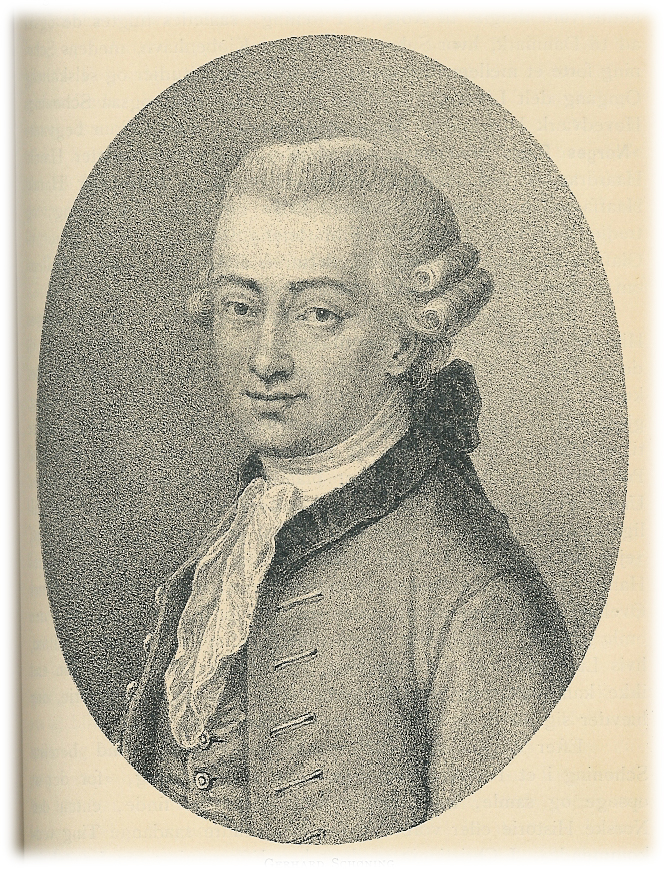
Gerhard Schøning

Gerhard Schøning, auch Gerhard Schöning (* 3. Mai 1722 in Buksnes (heute Vestvågøy), Nordland; † 8. Juli 1780 in Kopenhagen) gilt als der erste fachlich geschulte norwegische Historiker.

## Leben

### Die Anfänge
Seine Eltern waren der Kaufmann Andreas Schøning (um 1680–1740) und dessen Frau Martha Ursin († nach 1745). Der Vater entstammte einer dänischen Familie.
Als er zehn Jahre alt war, wurde er zunächst vom Pfarrer von Buksnes unterrichtet und später von seinem Onkel, dem Pfarrer Elias Schøning in Vågan. Ausgebildet wurde er in Latein, Griechisch, Hebräisch, Norwegisch und Religion. Als sein Onkel starb, zog die Mutter mit ihm nach Trondheim, wo er die Kathedralschule besuchte.
Obgleich er deshalb 17 Jahre lang fern der Lofoten lebte, bezeichnete er sich dennoch immer als „Nordlending“.
Seit 1735 war der Nordnorweger Benjamin Dass Rektor der Kathedralschule und hatte diese binnen kurzer Zeit zu einer Musterschule gemacht. Nach nur einem Jahr wurde Schøning dort geprüft und dann in die Abschlussklasse versetzt; im März 1742 machte er mit einem sehr guten Zeugnis seinen Abschluss. Im selben Jahr bestand er das examen artium der Universität Kopenhagen und erhielt dort, auf Empfehlung von Rektor Dass, ein Stipendium für zwei Jahre. Während des Stipendiums wurde er Baccalaureus und bestand 1744 das theologische Examen. Da sich Schøning vorzüglich für Geschichte interessierte, sorgte sein früherer Rektor Dass dafür, dass er  von dem dänischen Historiker Hans Gram entsprechend unterwiesen wurde. Zwischen 1744 und 1747 veröffentlichte Schøning vier Abhandlungen über orientalische Philosophie. In dieser Zeit wurde er zum Nachfolger B. Møllmanns, der seinerseits Ludvig Holberg auf dem Lehrstuhl für Geschichte gefolgt war, ausersehen. In geschichtswissenschaftlichen Verfahren wurde Schøning weiter von Reichsarchivar Jacob Langebek geschult, wobei er, für die Zeit eher ungewöhnlich, lange studierte und Vorlesungen in vielen klassischen Sprachen belegte, wodurch er Altnorwegisch (Norrøn), Deutsch und Französisch lernte sowie viele Realfächer studierte.

### Wirken
1748 erhielt Schøning den Doktorgrad in Philosophie. 1750 verfasste er eine Abhandlung über die altnorwegische Hochzeit und Ehe anhand von Saga-Texten. 1751 wurde er in die „Kongelige Danske Selskab“ (Königlich Dänische Gesellschaft), die von Jacob Langebek geleitet wurde, aufgenommen. Sie war zur Förderung der nordischen Geschichte und Sprache errichtet worden. Im gleichen Jahr wurde eine größere Arbeit von besonderem politischen Interesse wegen laufender Verhandlungen zwischen Schweden und Norwegen-Dänemark über ihre Grenzen in den samischen Gebieten gedruckt. Schøning kam darin zu dem Schluss, dass die Samen den gleichen Ursprung hätten wie die Samojeden und dass sie nach der altnorwegischen Bevölkerung von Norden her eingewandert seien. Gandvik (heute Teil von Nesseby), die damals äußerste Grenze von Finnmarken, sei mit dem altnordischen „Kvitsjøen“ (Weißes Meer) identisch. Hier erwies sich der Autor bereits als norwegischer Patriot. Er betrachtete die Samen, wie im 18. Jahrhundert üblich, als ethnisch minderwertiges Volk. Diese Sicht war durch seine Jugend auf den Lofoten, wo es viele Samen gab, noch verstärkt worden.
Während er an einer Arbeit über „Norwegens alte Geographie“ und über die Samen schrieb, erhielt er das Angebot von seinem alten Schulrektor Dass, dessen Nachfolger an der Kathedralschule zu werden. 1751 kam Schøning nach Trondheim und übernahm dieses sehr gut bezahlte Amt und bekleidete es 14 Jahre lang. Er konnte sich ein Grundstück in der Stadt kaufen und nach der Feier zum Jubiläum der absolutistischen Herrschaft 1760 erhielt er vom König ein erbliches Besitzrecht auf dem Königsgut als Dank für seinen Einsatz für die Feierlichkeiten.
Schøning heiratete im Mai 1756 in Trondheim Fredrikke Hveding (getauft 7. Januar 1724; † 27. August 1788), Tochter des Ratsschreibers und Justizrats Jens Hveding (1691–1758) und dessen Frau Elisabeth Maria Herdal (1700–1775).
Nun fasste er den Plan, eine Norwegische Geschichte zu verfassen und bewog seinen Freund Peter Frederik Suhm, der mit ihm nach Trondheim gekommen war, das gleiche für Dänemark zu tun. Als Johan Ernst Gunnerus 1758 Bischof in Trondheim wurde, bekam der Plan neuen Auftrieb. Auf bischöfliche Initiative hin gründeten die drei 1760 eine gelehrte Gesellschaft, die „Trondhjemske Selskab“, die sich ab 1767 „Det Kongelige Norske Videnskabers Selskab“ (Die Königlich Norwegische Wissenschaftliche Gesellschaft) nennen durfte. Ab 1761 gab die Gesellschaft wissenschaftliche Arbeiten heraus, von denen Schøning die Mehrzahl verfasste.
1761 verfasste er eine Geschichte über den Dom in Trondheim, die als zu seiner Zeit bahnbrechend angesehen wird.
Durch viele gelehrte Abhandlungen festigte er seinen Ruf als Historiker. 1765 wurde er als Professor für Rhetorik und Geschichte an die Sorø-Akademie berufen. Obgleich sich sein Einkommen dadurch verminderte, nahm er den Ruf an, weil er in Sorø näher an den Quellen in Kopenhagen für seine Geschichtsarbeit war.
1769 erschien sein Buch Afhandling om de Norskes og en Deel andre Nordiske Folkes Oprindelse. Darin geht er von der Historizität der biblischen Sintflut aus. Nur die Elite, die Noahs Arche bevölkerte, entkam. Nachkommen der Überlebenden wanderten nach Norden. Vom hohen Norden wanderten sie dann nach Norwegen ein. Schøning hielt die Norweger für ein auserwähltes Volk. Die Einwanderungsthese hielt sich noch weit ins 19. Jahrhundert und war der Hauptlehrsatz der nationalen Geschichtsschreibung.
1771 kam der erste Band seiner Geschichte Norwegens heraus, zwei Jahre später der zweite Band, der bis zum Tode Håkons des Guten reichte. Es war der erste Versuch, ein Buch über die norwegische Geschichte zu schreiben, die die Ereignisse in Norwegen in einen kulturhistorischen Zusammenhang stellte. Es war von der französischen Geschichtsschreibung über Skandinavien inspiriert, wonach die Kälte aus den Menschen tüchtige Kämpfer machte. Schon der Titel war in einer Zeit, in der Norwegen als Teil Dänemarks angesehen wurde, Programm: Das Norwegische Reich habe nie aufgehört ein souveräner Staat zu sein. Zu dieser Zeit war Ove Høegh-Guldberg der mächtigste Mann im Dänischen Gesamtstaat. Von ihm sind Aussprüche wie diese überliefert: „Es gibt keine Norweger“, oder über die national gesinnten Autoren in Christiania: „Diese abscheulichen Schwätzer in Christiania.“ Suhms Geschichtswerk über die skandinavischen Länder schließt mit dem Text: „Liebe dein Vaterland über alles. Was ist dein Vaterland? Alle Länder, die dem König gehören: Dänemark, Norwegen, Holstein und Island. Lasst den törichten Unterschied zwischen einem Dänen, einem Norweger oder Holsteiner aufhören; freilich sind Eure Sprachen unterschieden, aber Gott versteht euch alle, Ein König beherrscht Euch alle.“ Hier setzte Schøning deutliche und lange nachwirkende Gegenakzente.
1773–1775 erhielt er ein Königliches Stipendium für eine Reise nach Norwegen, um dort die Lebensweise und alten Traditionen zu erforschen. Daraus entstand eine einzigartige Sammlung von Texten und Zeichnungen, die auch nach Schønings Tod als Quellenmaterial viel benutzt wurde. Sie sind in „Gerhard Schønings Sammlungen“ in Kopenhagen archiviert. Seine Reiseschilderungen sind in drei Bänden 1910–1926 im Druck erschienen.
Im August 1775 wurde Schøning zum Königlich Geheimen Archivar im königlichen Archiv in Kopenhagen ernannt. Daher musste Schøning seine Forschungsreise abbrechen. Die Stelle war gut bezahlt. Als Reichsarchivar wurde er Mitglied der Arnamagnæanschen Kommission, die die von Árni Magnússon hinterlassene Sammlung zu verwalten hatte. In dieser Zeit arbeitete Schøning am dritten Band seiner norwegischen Geschichte, die er auch vollendete. Sie wurde aber erst nach seinem Tod gedruckt. Auf Grund seines Testaments wurde seine Bibliothek mit ungefähr 11.000 Bänden in „Det Kongelige Norske Videnskabers Selskab“ in Trondheim überführt.

## Ehrungen
Gerhard Schøning war ab 1758 Mitglied der Königlich Dänischen Akademie der Wissenschaften und erhielt 1774 den Titel eines Justizrats. 1879 wurde eine Straße in Christiania nach ihm benannt, und 1956 erhielt die bisherige Bürgerliche Realschule in Trondheim den Namen „Gerhard-Schøning-Schule“.

## Bedeutung
Schønings Werk durchzieht der Wunsch, seine Landsleute für das Vaterland zu begeistern. In seinem Werk Om de norskes og en Del andre nordiske Folks Oprindelse beschränkte er sich auf die Darstellung des norwegischen Volkes, während sein Kollege Suhm in seinem gleichzeitig geschriebenen Werk Skildring af Folkenes Oprindelse som en Indledning til de Nordiske Folks Sardeleshed (1769) nicht zwischen Norwegen und Dänemark unterschied. Schøning gehört zu den Wegbereitern norwegischen Nationalbewusstseins und der Nationalromantik.

## Werke (Auswahl)
- Nogle Anmærkninger over vore gamle nordiske Forfædres Giftermaal og Bryllupper, Kopenhagen 1750
- Forsøg til de Nordiske Landes, særdeles Norges, gamle Geographie, Kopenhagen 1751
- Forsøg til Forbedringer i den gamle Danske og Norske Historie (Zusammen mit P. F. Suhm), Kopenhagen 1757
- Afhandling om de gamle Grækers og Romeres rette Begreb og Kundskab om de Nordiske Lande: In: Det Kongelige Danske Videnskabernes Selskabs Schriften Band 9, Kopenhagen 1761, S. 151–306
- Beskrivelse over den tilforn meget prægtige og vidtberømte Dom-Kirke i Trondhjem, Trondheim 1762
- Afhandling om de Norskes og en Deel andre Nordiske Folkes Oprindelse, Sorø 1769
- Norges Riiges Historie, Band 1–2, Sorø 1771–1773. Band 3 Kopenhagen (postum) 1781
- (Hrsg.) Heimskringla edr Noregs Konga-Sögor af Snora Sturlusyni, Band 1–2, Kopenhagen 1777–1778
- Reise, som gjennem en Deel af Norge i de Aar 1773, 1774 og 1775 paa H. M. Kongens Bekostning er gjort og beskreven, Heft 1–2, Kopenhagen 1778 (komplett in 3 Bänden Trondheim 1910–1926. Faksimileausgabe Trondheim 1979–1980)
- Tegninger samlet eller utført av Gerhard Schøning i forbindelse med hans reiser i 1770-årene og hans arbeider med norsk historie og topografi. Redigiert von A. Berg und E. Sinding-Larsen, 1968